# Łokciany
Łokciany (biał. Лакцяны, Łakciany; ros. Локтяны, Łoktiany) – wieś na  Białorusi, w obwodzie grodzieńskim, w rejonie ostrowieckim, w sielsowiecie Michaliszki.

## Historia
W okresie powstania styczniowego walki z Rosjanami w rejonie Łokcian (25 czerwca 1863 r.) prowadziła partia powstańcza, którą dowodził Gustaw Czechowicz, początkowo naczelnik wojenny powiatu święciańskiego. Prawdopodobnie to ten oddział został rozbity przez rotę rosyjskich grenadierów płka Mazancewa.
W 2 poł. XIX w. Łokciany znajdowały się w powiecie święciańskim guberni wileńskiej. W 14 domach żyło tu 126 mieszkańców wyznania katolickiego.
W 20 października 1883 r. w miejscowej katolickiej rodzinie chłopskiej urodził się późniejszy ksiądz Jan Siemaszkiewicz, białoruski działacza społecznego i poeta, znany jako Janka Bylina.
W okresie międzywojennym zaścianek i wieś Łokciany należały początkowo do gminy Łyntupy, a od 18 marca 1929 r. do gminy Żukojnie – obie w powiecie święciańskim województwa wileńskiego II RP.
W trakcie II wojny światowej w ramach akcji „Burza” działania zbrojne w rejonie Łokcian prowadziła 4 Wileńska Brygada Armii Krajowej „Narocz”. W czasie walk z Niemcami 21 czerwca 1944 r. zginął tu por. Marian Kisielewicz „Ostroga”, komendant 23 Brasławskiej Brygady AK.  
Po 1944 r. miejscowość znajdowała się w strukturach BSRR i Republiki Białorusi – kolejno w sielsowietach Kościewicze, Spondy (1954–2013) i Michaliszki.